# 金斯蘭 (新澤西州)
金斯蘭（英語：Kingsland）是位於美國新澤西州伯根縣的非建制地區。

## 歷史
金斯蘭的郵局於1871年設立，其後於1902年停運。

## 地理
金斯蘭所處的海拔為高於海平面30米（即98英呎），而該地所採用的時區為UTC-5，即北美东部时区（EST）。同時該地設有夏令時間，為UTC-5調快一小時，即UTC-4（EDT）。